# Żelazówka
Żelazówka – wieś w Polsce, położona w województwie małopolskim, w powiecie dąbrowskim, w gminie Dąbrowa Tarnowska.
| SIMC    | Nazwa       | Rodzaj    |
| ------- | ----------- | --------- |
| 0817853 | Koło Jedlin | część wsi |
| 0817860 | Laskówka    | część wsi |
| 0817876 | Polany      | część wsi |
| 0817882 | Włosienice  | część wsi |

W latach 1975–1998 miejscowość administracyjnie należała do województwa tarnowskiego. Integralne części miejscowości: Koło Jedlin, Laskówka, Polany, Włosienice.
Nazwa pochodzi od żelaza, które rzekomo znajdowało się w rowach i zabarwiało wodę na kolor rdzawy.
W Żelazówce funkcjonuje szkoła podstawowa oraz parafia pod wezwaniem św. Wincentego a Paulo. Do parafii Żelazówka należą wierni z miejscowości Brnik, w której znajduje się kaplica.